# Укрінформ
Украї́нське націона́льне інформаці́йне аге́нтство «Укрінфо́рм» — державне інформаційне агентство, яке щодня публікує близько 500 інформаційних та аналітичних повідомлень українською, англійською, іспанською, німецькою, французькою, польською та японською мовами, та майже 200 оригінальних фотознімків. 

## Історична довідка
Українське державне телеграфне агентство почало діяти в Києві 16 березня 1918 року за наказом уряду Української Народної Республіки. Під час існування Української Держави (Гетьманату) на чолі з Павлом Скоропадським (квітень-листопад 1918 року) працювало як Українське Телеграфне Агентство (УТА). З червня до листопада 1918 року його очолював Дмитро Донцов. Він же одночасно був керівником Бюро Української Преси (БУП), яке координувало діяльність друкованих видань держави. Розташовувалися УТА і БУП у Києві на Хрещатику, у будинку № 25. УТА також існувало за доби Директорії (листопад 1918 — лютий 1919).
Свою інформаційну службу мала також Західноукраїнська Народна Республіка, функції якої виконувала редакція газети «Стрілець», яка називалася Органом Українського Бюро Друку.
Подібні інформаційні структури створювали й тогочасні органи радянської влади. Ще у квітні-травні 1917 року Харківський обласний виконавчий комітет рад використовував для поширення повідомлень і документів місцеве відділення Петербурзького телеграфного агентства (ПТА). 28 грудня 1917 року Харківське відділення ПТА офіційно підпорядкували ЦВК Рад України. Більшовицький уряд використовував для поширення матеріалів «Вісник Української Народної Республіки». На початку березня 1918 року в Полтаві відбулося засідання ЦВК Рад України, на якому розглядали заяву Голови Ради Народних Секретарів Миколи Скрипника щодо створення агентства.
У 1918 році створили Російське телеграфне агентство (РОСТА), агенти якого працювали також і в Україні, з 1925 року воно називається Телеграфне агентство Радянського Союзу (ТАРС). Коли ж у червні 1920 року більшовицькі війська вдруге повернулися до Києва, то БУП перейменували на УкРОСТА.
У ті роки в Україні паралельно існувало, по суті, два інформаційні агентства — Української Народної Республіки та Радянського уряду. Почасти до інформаційно-телеграфних послуг підключалася третя сила — білогвардійський режим.
УкрРОСТА проіснувало близько одного року. За ініціативою його тодішнього керівника В. Нарбута на основі УкрРОСТА створюється Радіотелеграфне агентство України (РАТАУ), яке проіснувало майже 70 років і вже у 1990 році його перейменовують на «Укрінформ». Таким чином залишається не ясним висловлювання, чиїм спадкоємцем сьогодні, у 2017 році, є це інформаційне агентство «Укрінформ».
Згідно з положенням, затвердженим ВУЦВК 14.01.1922, головним завданням РАТАУ була організація регулярного обміну інформаціями про події в СРСР і за його межами та інформація урядових органів УРСР і всієї періодичної преси УРСР. РАТАУ мало обмінюватися інформаціями з телеграфними агентствами інших держав і організувати відділи і мережу кореспондентів при дипломатичних і торговельних місіях і представництвах УРСР за кордоном. З утворенням 1925 Телеграфного Агентства Сов. Союзу (ТАСС) йому підпорядковано РАТАУ, функції якого обмежено інформаціями про внутрішні події і справи УРСР та діяльність УРСР в ООН.
У 1990 році РАТАУ перейменовують на Укрінформ.
У 1996 році на базі ліквідованого Українського національного інформаційного агентства утворено Державне інформаційне агентство України (ДІНАУ).
У 2000 році згідно з указом Президента України Державному інформаційному агентству України (ДІНАУ) надано статус національного і агентство перейменовано на Українське національне інформаційне агентство «Укрінформ».
У 2015 році Укрінформ суттєво оновився і став частиною Мультимедійної платформи іномовлення України.

## Сучасний стан

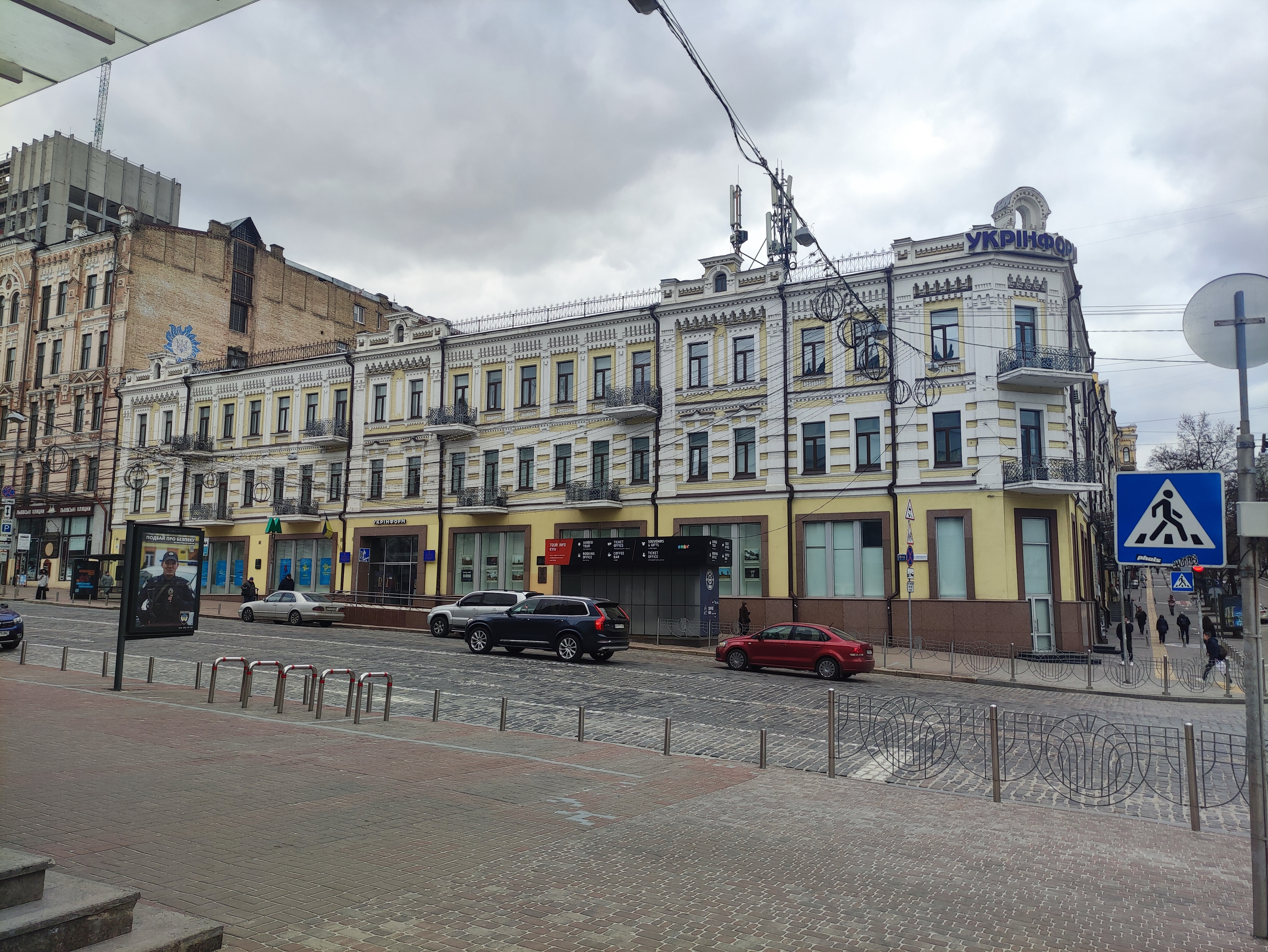
Споруда Укрінформу, березень 2023

Укрінформ співпрацює з багатьма зарубіжними інформаційними інститутами, у тому числі і світовими, на основі двосторонніх угод. Очолює агентство генеральний директор.
Укрінформ єдиний від України член Європейського Альянсу інформаційних агентств, а також член Асоціації національних інформаційних агентств країн Причорномор'я — ПАНІА, який головував у ній протягом 2007 року.
Центральний офіс агентства розташований в Києві в будівлі колишнього готелю Гладинюка за адресою: 01001, Київ-1, МСП, вул. Богдана Хмельницького, 8/16.
Нині Укрінформ має найбільшу мережу регіональних і закордонних корпунктів.
В Україні агентство представлено власними кореспондентами і фотокореспондентами в усіх областях України.
Зарубіжні кореспонденти агентства оперативно інформують про події з Бельгії, Канади, Молдови, Німеччини, Нідерландів, Польщі, Росії, США, Франції, країн Балтії та інших.
Агентство випускає десятки професійних інформаційних продуктів: стрічки, інформаційні пакети та вісники.
Одержувачами інформації Укрінформу є державні структури, газети різних рівнів та телерадіокомпанії України, підприємства, організації, комерційні фірми, посольства і консульства, підприємства, банки, зарубіжні споживачі.
Інформаційні стрічки Укрінформу отримують за угодами 26 закордонних агентств, серед яких, зокрема: ІТАР-ТАРС (Росія), МТІ (Угорщина), TASR (Словаччина), ТАНЮГ (Сербія), БТА (Болгарія), Сіньхуа (Китай), БілТА (Білорусь), ЕЛЬТА (Литва), АзерТадж (Азербайджан), КАБАР (Киргизстан); закордонні посольства в Україні, передплатники у США, Канаді, ФРН, Королівстві Бельгія, Республіці Болгарія, Республіці Польща, Австралії.
Наявний в Укрінформі Прес-центр забезпечує професійну підготовку та проведення прес-конференцій, брифінгів, круглих столів, Інтернет-конференцій, відеомостів, презентацій, семінарів, виставок та гарячих телефонних ліній. Зали вміщують до 100 осіб та  оснащені найсучаснішим обладнанням. Серед постійних гостей прес-центру: перші особи держави, міністри України, відомі політики, закордонні дипломати, видатні спортсмени, артисти, письменники і науковці, релігійні та громадські діячі, зірки шоу-бізнесу.
У 2018 році в Україні відзначено на державному рівні пам'ятну дату — 100 років з часу заснування Українського телеграфного агентства (нині – Українське національне інформаційне агентство «Укрінформ») (березень 1918).

## В інтернеті
У вільному доступі на серверах агентства розміщено сайти «Укрінформ новини», «Укрінформ фото».
Сайт «Укрінформ новини» — це новини України та світу в оперативному режимі українською, англійською, іспанською, німецькою, польською, французькою та японською мовами. Інформація й фотоматеріали про владу, суспільство, політику, економіку, бізнес, фінанси, освіту, культуру, медицину, релігію, спорт, міжнародне життя, надзвичайні події тощо широко представлені кореспондентами агентства з кожного регіону України та з-за кордону і у будь-який час доступні користувачам.
Сайт «Укрінформ фото» — це оперативна фотоінформація про події в Україні і світі: фоторепортажі, фотодобірки та інша фотопродукція з інформаційним супроводом українською та англійською мовами у режимі on-line, що розміщуються на фотосервері й доступні передплатникам будь-коли.
Укрінформ має найбільший в Україні історичний фотоархів. Фотоколекція агентства налічує більше 500 000 знімків. Регіональні та закордонні фотокореспонденти Укрінформу працюють із найсучаснішим обладнанням, щодня поповнюють колекцію десятками нових фоторепортажів важливих та цікавих подій.
Укрінформ надає фотосервіс у РФ, Білорусь, Вірменію, Узбекистан, Молдову, Польщу, Чехію тощо.

## Оцінки
Згідно з Інститутом масової інформації, агентство «Укрінформ» увійшло до «білого списку» українських медіа у 2020 році. Цей список включає медіа, які мають рівень якісної інформації понад 95 %.
У березні 2022 року Інститут масової інформації рекомендував інтернет-ЗМІ «Укрінформ» як достовірне медіа, якому можна довіряти.
У березні 2023 року Інститут масової інформації включив «Укрінформ» до переліку дев'яти найякісніших онлайн-медіа України. 

## Керівники
1. Донцов Дмитро Іванович (1918)
2. Гальперін Рудольф Володимирович (1918)
3. Люксембург Володимир Сергійович (1919)[12]
4. Ерде (Райхштейн) Давид Ізраїлевич (1920—1921)
5. Нарбут Володимир Іванович (1921—1922)
6. Цванкін Я.С. (1923—1924)
7. Ісаєв Борис Іс. (1925—1926)
8. Погребний (1926)
9. Величко Лев Ісайович (1926—1929)
10. Гарін Фабіан Абрамович (1929)
11. Лакиза Іван Никифорович (1929—1932)
12. Тардов Михайло Семенович (1932—193?)
13. Зільберг (193?—193?)
14. Онопрієнко І.Ф. (.03.1938—.12.1938)
15. Сиромолотний Іван Костянтинович (.12.1938—1941)
16. Паук Михайло Прокопович (1942—1943)
17. Зінченко Прокіп Климентійович (1943—1945)
18. Терещенко Л.М. (1945—1948)
19. Троскунов Лев Ізраїльович (1948—1950)
20. Сиромолотний Іван Костянтинович (1950—1960)
21. Хворостяний Микола Михайлович (1960—1963)
22. Андрющенко Микола Федотович (1963—1971)
23. Горкун Віктор Іванович (1971—1976)
24. Бурлай Володимир Сергійович (1976—1992)
25. Возіанов Віталій Федорович (1992—1996)[13]
26. Савенко Олександр Миколайович (1996—1999)
27. Чамара Віктор Федорович (1999—2011)
28. Децик Олександр Сергійович (2011—2014)[14]
29. Харченко Олександр Олександрович (2014-2023)
30. Мацука Олексій Віталійович (2023-2024)
31. Череватий Сергій Володимирович (24.05.2024-)

## Відомі журналісти
- Процюк Тарас Степанович — український журналіст агенції Рейтерс, який загинув під час війни в Іраку;
- Сущенко Роман Володимирович — незаконно заарештований та утримуваний в Росії з 30 вересня 2016 року.[15]

## Скандали
У листопаді-грудні 2023 року стало відомо, що Олексій Мацука на посаді голови агентства поширював серед журналістів видання «темники» – списки бажаних спікерів та тих, кого записувати заборонено, тим самим порушуючи стандарти прозорої та чесної журналістики.
Кореспондент Укрінформу в Чернігівській та Черкаській областях Юрій Стригун, який 30 травня публічно підтвердив факт розсилання “темників” в агентстві, на наступний день отримав повістку з вимогою з'явитися до ТЦК за місцем реєстрації. 